# Božo Rajić
Božo Rajić (Osmanlije, Kupres, 28. rujna 1943.) je hrvatski političar u Bosni i Hercegovini (HDZ 1990). 
Rođen je 22. rujna 1943. u Osmanlijama, općina Kupres. Godine 1982. završio je I. stupanj Ekonomskog fakulteta u Splitu (VŠS, ekonomist).  Bio je predsjednik HDZBiH-a od 1995. do 1998. Nakon raskola HDZ-a prelazi u HDZ 1990. Od 2006. je zastupnik u Domu naroda Parlamenta Federacije BiH, gdje je član Kluba hrvatskog naroda.